# EV Ravensburg
EV Ravensburg, även känd som Ravensburg Towerstars, är en ishockeyklubb från Ravensburg i Tyskland. Klubben bildades 1886 som Eislaufverein Ravensburg och spelar sedan 2007 i den tyska andraligan DEL 2.
År 2011 blev Ravensburg 2. Eishockey-Bundesliga-mästare, men eftersom det inte finns någon upp- eller nedflyttning mellan Bundesliga och den tyska högstaligan DEL på grund av sportsliga resultat blev det inget avancemang efter deras framgång.

## Meriter
- Eishockey-Oberliga: 1967, 2007
- 2. Eishockey-Bundesliga: 2011